# Eunidia rufulicornis
Eunidia rufulicornis är en skalbaggsart som beskrevs av Stefan von Breuning 1954. Eunidia rufulicornis ingår i släktet Eunidia och familjen långhorningar.
Artens utbredningsområde är Zimbabwe. Inga underarter finns listade i Catalogue of Life.